# Derrick Burroughs
Derrick D'wayne Burroughs (Mobile, 18 maggio 1962) è un ex giocatore di football americano e allenatore di football americano statunitense che ha militato nel ruolo di cornerback nella National Football League (NFL).

## Carriera
Burroughs al college giocò a football all'Università di Memphis. Fu scelto dai Buffalo Bills come 14º assoluto nel Draft NFL 1985. Nelle prime tre stagioni in carriera fece sempre registrare 2 intercetti. Nell'ultima, quella del 1989, mise a segno il suo unico sack. Dopo il ritiro intraprese la carriera di allenatore a livello universitario e nella NFL Europa. In particolare fu il capo-allenatore del Lane College dal 2010 al 2013 e dal 2015 al 2019.

## Palmarès
- PFWA All-Rookie Team - 1985